# Vicovaro
Vicovaro es un municipio perteneciente a la provincia de Roma y se encuentra a 45 km de la ciudad de Roma. Está a una altitud de 355 m s. n. m. y cuenta con una población de 4031 habitantes.

## Historia

### Varia
Vicovaro es el heredero del antiguo poblado romano de Varia en los confines del territorio de los ecuos. Se anexó en tiempos augusteos a la tribu Camilia. Aquí se encontraba la villa rural del poeta Horacio que le fue donada por Mecenate en el 32 a. C. El poeta latino afirmaba en sus Epístolas que a Varia solían ir cinco de sus subalternos para tratar la res publica.
Las inscripciones romanas, encontradas en el siglo XVIII junto a la fuente pública del Palacio Cenci-Bolognetti confirman la existencia de Varia como municipium. El epígrafe recuerda la dedicatoria de un balneum municipibus et incolis por parte de M. Helvius Rufus Primipilo insigne de la corona cívica, inscrito a la tribu Camila.
Varia, además de ser recordada por el poeta, lo es también por Estrabón en su Rerum Geographicarum.
Adriano, en la nueva división que hace de Italia, la incluye en la provincia Valeria, y en la Tabula Peutingeriana, Varia se dibuja sobre la Vía Valeria a 8 millas de Tívoli y 5 antes de la actual Ferrata (ad Lamnas). 
A lo largo de la historia el toponímico Vicovaro ha sido interpretado como Vicus Varronis o Vicus Vari, incluso el mismo Marco Antonio Sabellico llamó a su tierra Vius Varronis o Vicus Valerius suponiendo la existencia de una ciudad de Valeria.
Existen numerosos testimonios arqueológicos del pasado romano en el área municipal: restos de villas rurales y residenciales, epígrafes y material arquitectónico y ornamental. Entre ellos se encuentran:
- Los muros que en algunos sitios alcanzan 30 metros de altura.
- El sarcófago en el que se representan dos esposos con el genio del Imeneo, colocado como fuente pública en la plaza Regina Margherita frente al palacio Bolognetti.
- Las cuatro columnas que adornan la iglesia de San Antonio que provienen de la localidad de Quatro del Piano.

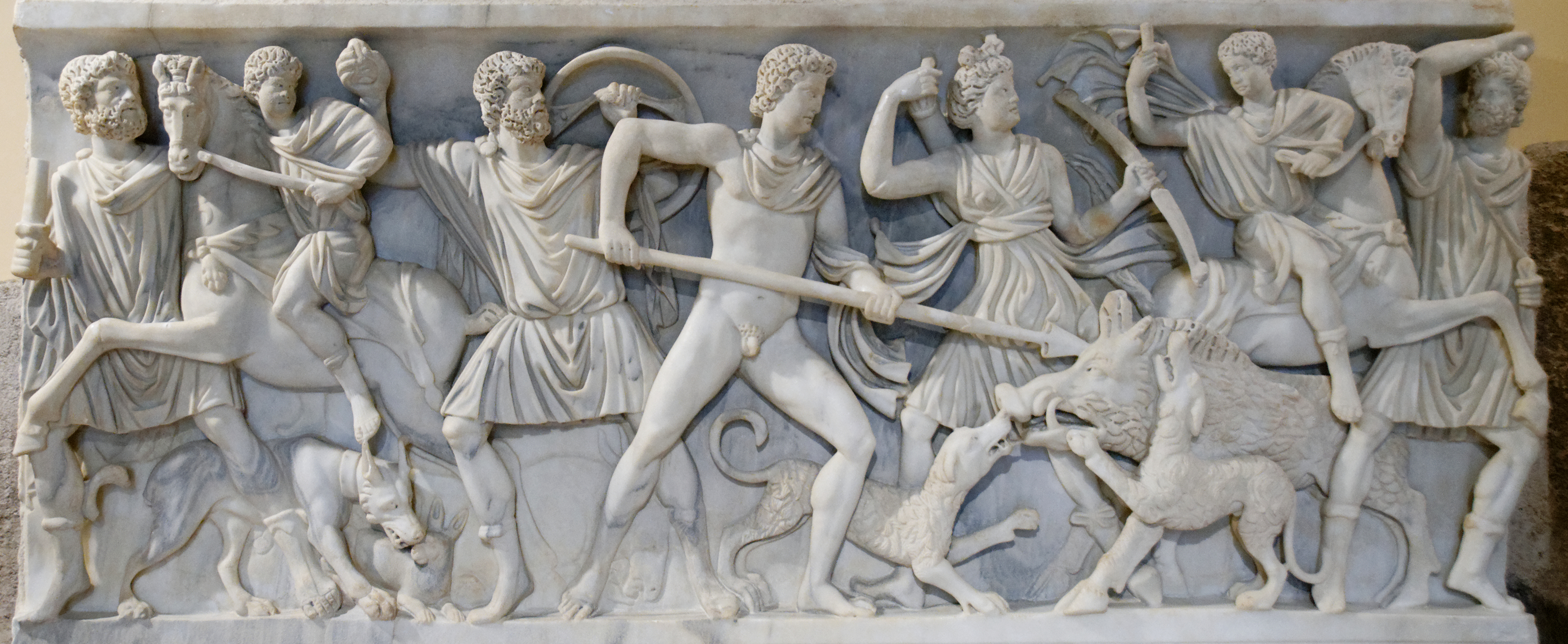
Meleagro cazando un cerdo salvaje. Pieza de mármol procedente de Vicovaro.

- El llamado sarcófago de Meleagro que representa la caza del cerdo salvaje caledonio, del período de los Severos (siglo III) encontrado en la localidad de Boccoccio. Fe encontrado en 1872 y se encuentra ahora en el Museo Capitolino de Roma.
- El mausoleo conocido como el sepulcro de Vicovaro.
- Los restos de los Mammalocchi. Villa rural del período republicano y tardo romano.
- El sepulcro de Caio Maenio Basso del siglo I.
- Y los restos de acueductos de Anio Vetus, Anio Novus, Claudio y Marcio.

En el período tardo romano, Varia decae, despoblándose hasta reducirse a un simple vicus. El cristianismo penetró en la población lentamente y ya en los siglos V y VI floreció el monacato y, gracias a la labor de San Equizio, nacen los cenobios de los santos Cosme y Damián y en este sitio, según los Diálogos de San Gregorio, se lleva a cabo el intento de envenenamiento a San Benito, elegido abad de esta comunidad monástica.
Las invasiones barbáricas, las incursiones de Totila en el 545, después de Autario en el 589 y de Agilulfo, terminaron por darle el tiro de gracia a la localidad de Varia.

### El Medioevo
Más terrible que la devastación de los bárbaros fue la de los sarracenos durante el siglo IX. Los monasterios de Subiaco y Vicovaro fueron destruidos y sólo durante el siglo X el papa Juan X logró abatir a los sarracenos en el área de Vicovaro llamada Campo di Cosimato.
Es muy probable que en el siglo XI, por la voluntad de los Crecenzi-Ottaviani de Sabina, Vicovaro se comience a desarrollarse como feudo con un castillo y sus dependencias sobre la antigua ciudadela de la Varia romana. El primer documento histórico con el nombre de Vicovaro data de 1140 y hace referencia a la posición estratégica de la localidad en el valle del Aniene.
Entre 1194 y 1196 el papa Celestino III concede las tierras de Vicovaro como feudo a Giangaetano, Giacomo, Napoleone y Matteo, hijos de Orso Bobone quienes más tarde cambiaron su apellido por el de Orsini. Los Orsini fortificaron de tal forma el feudo que, los cronistas del siglo XIII, lo consideraban infranqueable y un punto estratégico para las conquistas del Reino de Sicilia por parte de Carlos de Anjou. El 29 de octubre de 1273, los señores feudales de Vicovaro, conceden a la comunidad los estatutos comunales. Durante una revuelta en Roma por la elección de Urbano VI, el cardenal Giacomo de Orsini, huyó a refugiarse a Vicovaro.

### Los Orsini y los Bolognetti
Algunas visitas de personajes importantes se realizaron al castillo de Vicovaro durante los siglos XIV y XV y fue allí en donde el 13 de julio de 1494 se llevó el encuentro entre Alejandro VI y Alfonso II de Aragón para decidir el destino del Italia ante la inminente invasión de Carlos VIII de Francia para conquistar el Reino de Nápoles.
El primero de octubre de 1556, en la guerra entre el papa Paulo IV y Felipe II de España, el castillo fue ocupado por Vespasiano I Gonzaga, comandante de los imperiales. Pero más tarde el 14 de febrero de 1556 los pontífices lo reconquistaron, después de un asedio de 15 días continuos. 
Una rama de la familia Orsini gobernó Vicovaro hasta 1607.
En la segunda mitad del siglo XVI inició el declive de la localidad sea por disminuir su importancia militar en la zona o por las pestes funestas de la época. Muy dañina aquella de 1656 que hace decrecer el número de la población a sólo 422 habitantes y el consiguiente encarecimiento de las cosas, que para 1691 lleva a la comunidad a un empobrecimiento extremo al grado de pedir ayuda a la Sagrada Congregación del Buen Gobierno. 
El 16 de abril de 1692, el papa Inocencio XI autoriza la venta de Vicovaro al conde Paolo Bolognetti por la suma de 66.000 escudos. Y así, después de 500 años en el gobierno los Orsini dejan la tierra que fue uno de sus principales feudos. La familia Bolognetti destina primero al arquitecto Sebastian Cipriani a la transformación del Palacio de Orsini, más tarde a Nicola Salvi. El palacio fue lugar de veraniego para la familia Bolognetti y para sus numerosos visitantes de la nobleza romana y extranjera.

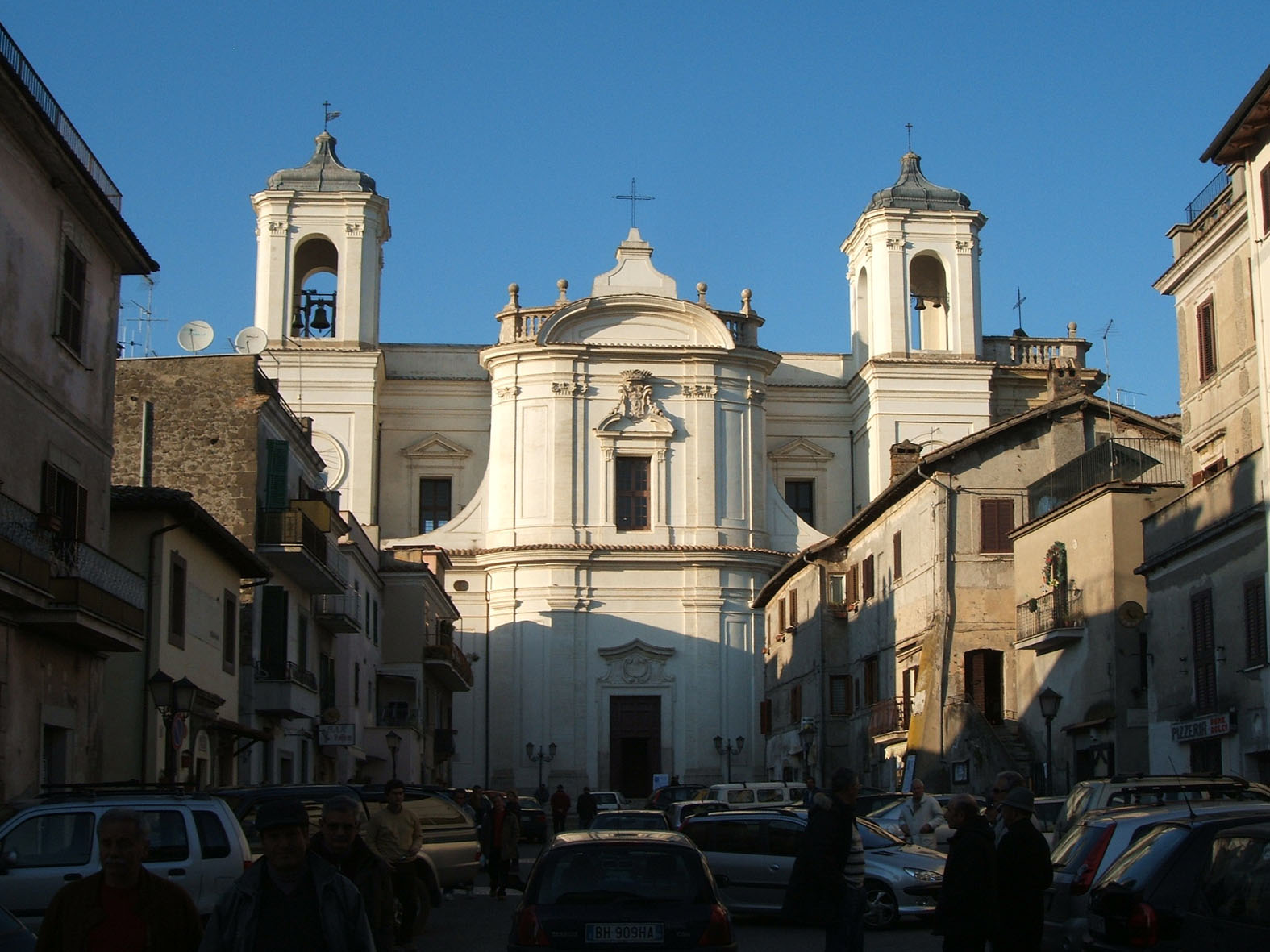
Iglesia de San Pedro.

En 1743 junto con el creciente prestigio de Mons. Mario Bolognetti, hermano del príncipe de Vicovaro, Giacomo Alamandino nombrado cardenal en el mismo año que el Papa Benedicto XIV, se retoman los trabajos de construcción de la iglesia de San Pedro. El proyecto fue encargado a Gerolamo Theodoli, tío del príncipe y del cardenal Bolignetti.
Con la toma de la Porta Pia (1870), el pueblo corre la suerte del Estado Italiano. Hoy el castillo es propiedad de una rama de los Cenci-Bolognetti, familia que sucedió a los Bolognetti en 1775 en posesión del feudo y del título de Príncipes de Vicovaro.

### Vicovaro hoy
En la localidad de Vicovaro se mezclan los estilos arquitectónicos medievales, los muros, el palacio de Orsini y los edificios del siglo XV, las iglesias y las plazas, especialmente la de San Pedro con aquellos restos de fragmentos clásicos dispersos. 
De entre los monumentos modernos se destacan, por su significado para la población, el de los Caídos en Guerra, el dedicado a Riccardo Di Giuseppe, y el de los Mártires de Villa Spada e delle Pratarelle. Este último recuerda la matanza de 30 civiles vicovareses (entre ellos ancianos, mujeres y niños) perpetrado el 22 de diciembre de 1943 en Bravetta, el 5 y 7 de julio de 1944 en Villa Spada y en la Colina delle Pratarelle, por una fracción del ejército alemán en retirada.

## Evolución demográfica
Habitantes censados
| Gráfica de evolución demográfica de Vicovaro entre 1861 y 2001 |
|                                                                |
| Datos tomados de ISTAT                                         |

## Lugares de Interés

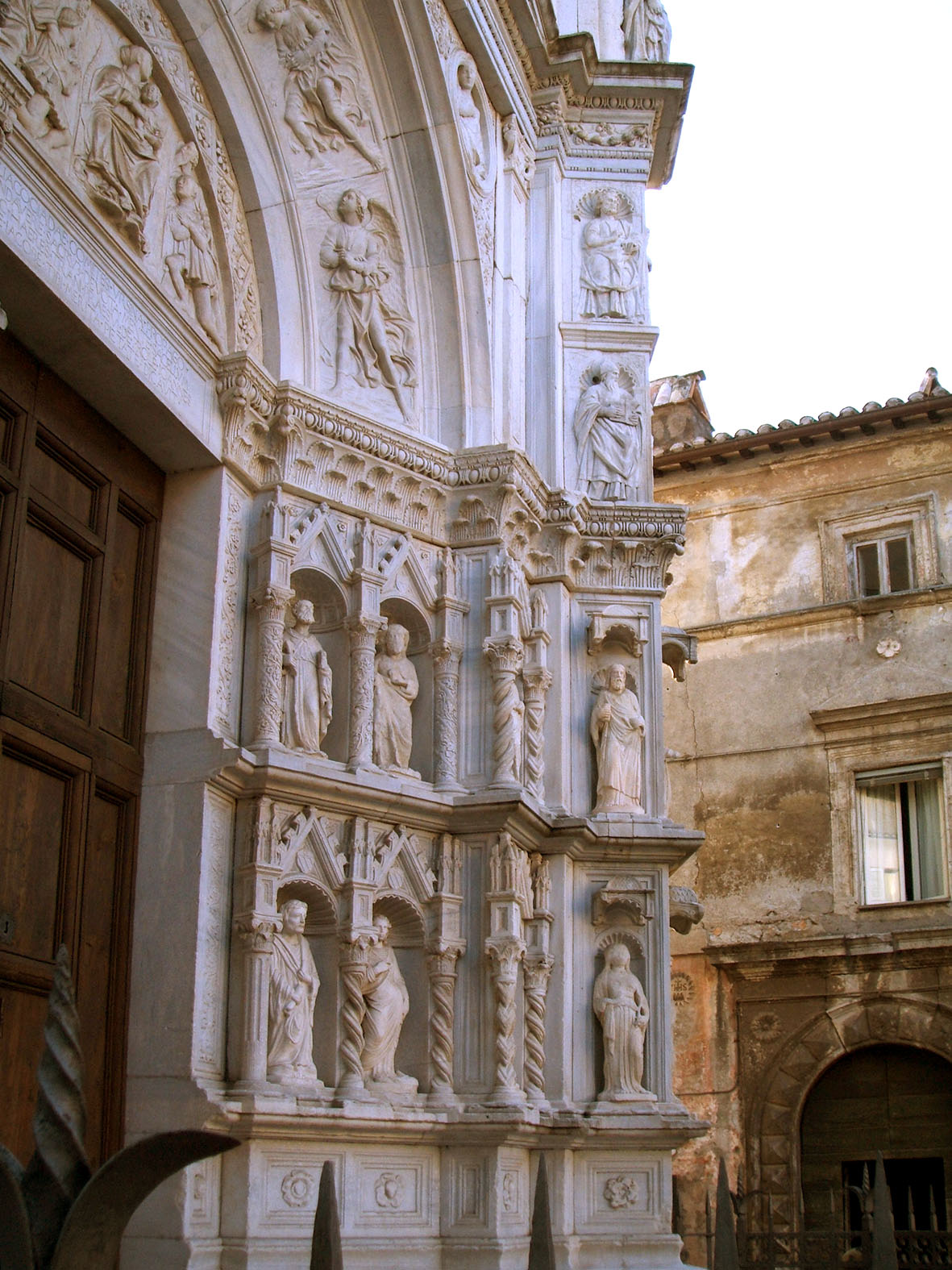
Iglesia del Apóstol Santiago Mayor (detalle).

- Iglesia de San Pedro Apóstol. Construida por los Bolognetti en sustitución de la antigua iglesia medieval también dedicada a San Pedro. La iglesia actual, proyectada por Gerolamo Theodoldi, de estilo barroco es de 1755.

- Templo de Santiago el Mayor. Inició su construcción en 1440 por voluntad de Juan Antonio Orsini, señor de Vicovaro y conde de Tagliacozzo. Terminó de construirse después de interrupciones en 1474 por Juan de Orsini, Arzobispo de Trani y Abad de Farfa. La obra de estilo tardo gótico en su parte inferior es de Domenico da Capodistria y la de estilo renacentista en su parte superior, es de Giovanni da Trau.

- Palacio Cenci-Bolognetti, ex Palacio Orsini. El antiguo castillo Orsini fue construido en 1260 cuando todo el pueblo fue transformado en una fortaleza. La familia Bolognetti lo incorporó en el posterior Palacio Bolognetti.

- Iglesia de San Antonino comúnmente llamado de Santa Maria del Sepulcro. Es una iglesia rural a la que se anexa el convento de los religiosos de la Tercera Orden Franciscana, los restos de un edificio y de un puente medieval al que precedía otro romano sobre el Aniene

- Iglesia de San Antonio Abad. Afuera del pueblo, bajo la Porta Roma.

- Iglesia de Santa María delle Grazie. La más antigua de las Iglesias de Vicovaro, ya se menciona en el testamento de Giangaetano Orsini en 1233. Muchas veces restaurada, conserva en su interior de interesantes frescos y témperas.

- Iglesia de San Salvador. Edificada sobre restos romanos en el Medioevo.

- Iglesia de San Roque. Del siglo XVI.

- Iglesia de San Sabino. Edificada sobre un antiguo edificio romano.

- Iglesia de San Cosimato del siglo XVIII.